# Immeuble Disegni
L'immeuble Disegni est un bâtiment situé sur la rue Radhia-Haddad (ancienne rue de Yougoslavie) à Tunis, capitale de la Tunisie. Sa façade est classée depuis le 1er septembre 2000.

## Histoire et description
L'immeuble est construit en 1908 pour le compte d'Adolphe Disegni, une personnalité du monde de l'immobilier.
Il se distingue par une façade riche en éléments décoratifs, moulures à la vénitienne et encorbellements.